# Tenis en los Juegos del Pacífico 2019
El tenis en los Juegos del Pacífico 2019 se llevó a cabo del 8 al 13 de julio en el Apia Park Tennis Course en Apia, Samoa.

## Resultados

### Femenino
| Evento     | Oro                                                                                     | Plata                                                                 | Bronce                                                                               |
| ---------- | --------------------------------------------------------------------------------------- | --------------------------------------------------------------------- | ------------------------------------------------------------------------------------ |
| Individual | Papúa Nueva Guinea Abigail Tere-Apisah                                                  | Papúa Nueva Guinea Violet Apisah                                      | Samoa Americana Kalani Soli                                                          |
| Dobles     | Papúa Nueva Guinea Abigail Tere-Apisah Violet Apisah                                    | Papúa Nueva Guinea Patricia Apisah Marcia Tere-Apisah                 | Samoa Americana Kalani Soli Charity Sagiao                                           |
| Equipos    | Papúa Nueva Guinea Abigail Tere-Apisah Violet Apisah Patricia Apisah Marcia Tere-Apisah | Samoa Steffi Carruthers Eleanor Schuster Sauleone Saipele Penina Kamu | Samoa Americana Kalani Soli Charity Sagiao Francine Amoa Paris Redskin Alice Asalele |

## Medallero
| # | País                     | Medalla de oro | Medalla de plata | Medalla de bronce | Total |
| - | ------------------------ | -------------- | ---------------- | ----------------- | ----- |
| 1 | Papúa Nueva Guinea       | 3              | 5                | 0                 | 8     |
| 2 | Islas Marianas del Norte | 3              | 1                | 0                 | 4     |
| 3 | Tonga                    | 1              | 0                | 0                 | 1     |
| 4 | Samoa                    | 0              | 1                | 1                 | 2     |
| 5 | Samoa Americana          | 0              | 0                | 4                 | 4     |
| 6 | Polinesia Francesa       | 0              | 0                | 1                 | 1     |
| 6 | Vanuatu                  | 0              | 0                | 1                 | 1     |